# جمال حمدان
جمال بن محمود حمدان (۴ فوریه ۱۹۲۸ – ۱۷ آوریل ۱۹۹۳) جغرافی‌دان و نویسنده مصری بود. از دانشکدهٔ ادبیاتِ دانشگاه قاهره در سال ۱۹۴۸م فارغ‌التحصیل شد و دکترای خود را از دانشگاه ریدینگ، بریتانیا در سال ۱۹۵۳م گرفت. تا سال ۱۹۶۲ به تدریس پرداخت. سپس عزلت‌گزین شد و به نویسندگی روی آورد. در سال ۱۹۸۵م جایزهٔ تقدیری دولت مصر را گرفت. پژوهش‌هایی در جهان عرب، پژوهش‌هایی در جغرافیایی شهرها، شهر عربی، استعمار و آزادی‌خواهی‌ها در جهان عرب، جهان اسلام معاصر، میان اروپا و آسیا، یهودیت و صهیونیسم از آثار اوست. کتابخانهٔ شخصی او را ورثه‌اش به دانشگاه قاهره اهدا نمودند.